# Берёзковский сельсовет (Витебская область)
Берёзковский сельсовет — административная единица на территории Докшицкого района Витебской области Белоруссии. Административный центр — агрогородок Берёзки.

## Состав
Берёзковский сельсовет включает 29 населённых пунктов:
- Берёзки — агрогородок.
- Великое Поле — деревня.
- Вешки — деревня.
- Вилейка — деревня.
- Витуничи — деревня.
- Городище — деревня.
- Гребени — деревня.
- Дормантово — деревня.
- Дубровка — деревня.
- Жамойск — деревня.
- Заборье — деревня.
- Заполье — деревня.
- Кемешевцы — деревня.
- Кромовичи — деревня.
- Матеевцы — деревня.
- Молодеево — деревня.
- Новая Вилейка — деревня.
- Новое Запонье — деревня.
- Новосёлки-Кемешевские — деревня.
- Осиновик — деревня.
- Первый Май — деревня.
- Трацевщина — деревня.
- Черня — деревня.
- Чисти-Вардомские — деревня.
- Чисти-Мильчанские — деревня.
- Чисти-Товарищеские — деревня.
- Шиленцы — деревня.
- Шклянцы — деревня.
- Яново — деревня.

Упразднённые населённые пункты: 

22 Марта 2016 года
- Старое Запонье — деревня.

## Известные уроженцы
В деревне Вешки родился белорусский композитор, хормейстер, фольклорист, автор Государственного гимна Республики Беларусь Н. Ф. Соколовский.